# Repubblica TV
Repubblica TV, in precedenza Repubblica Radio TV, è stata una rete televisiva nazionale all-news di proprietà dell'allora Gruppo editoriale L'Espresso nata il 10 aprile 2006 in occasione delle elezioni politiche.

## Storia
Il palinsesto era composto prevalentemente da programmi di cultura, informazione e approfondimento politico e prevedeva una diretta di due ore tutte le mattine dal lunedì al venerdì (nei giorni non festivi) sia sul digitale terrestre che su Internet. Durante il resto della giornata, il sabato e nei giorni festivi, venivano trasmesse repliche delle trasmissioni andate precedentemente in onda.
Dal 27 settembre 2010 il palinsesto cambia spostandosi dal mattino alla sera: una prima parte alle 18:50 dedicata ai fatti del giorno analizzati dai giornalisti di Repubblica; una seconda parte dalle 19:20 con un talk show, condotto dal vicedirettore Massimo Giannini, che tratta la notizia principale del giorno per approfondirla con l'aiuto di ospiti presenti in studio o collegati con la redazione; una terza parte alle 20:00 in cui la redazione di Repubblica.it riassume i fatti principali presenti sulla home page del sito; una quarta ed ultima parte alle 20:30 dedicata agli approfondimenti tematici (dalla musica, alla politica estera, al cinema, all'economia, ai libri, agli spettacoli, con spazi dedicati ai mensili come Limes e XL).
Dal 24 novembre 2011 iniziano le trasmissioni di un nuovo canale che sostituisce il vecchio Repubblica Radio TV che cambia nome e diventa Repubblica TV. Le trasmissioni iniziano dalle ore 13.30 e la programmazione va in onda ogni 2 ore, dall'ora di pranzo fino alla sera (13.30-15.30-17.30-19.30-21.30).
Dall'11 maggio 2013 la programmazione del canale viene sostituita da quella di LaEffe, rimanendo solo come spazio informativo all'interno dell'emittente fino all'abbandono delle trasmissioni terrestri.